# Deopalpus pictipennis
Deopalpus pictipennis är en tvåvingeart som först beskrevs av Townsend 1934.  Deopalpus pictipennis ingår i släktet Deopalpus och familjen parasitflugor. Inga underarter finns listade i Catalogue of Life.